# Объект 261
Объект 261 — советский проект тяжёлой самоходной артиллерийской установки.

## История создания
Тяжёлая самоходная артиллерийская установка «Объект 261» разрабатывалась в конструкторских бюро Челябинского тракторного и Ленинградского Кировского заводов. Орудие разрабатывалось в конструкторском бюро Пермского Завода №172. Проект машины был закончен в 1947 году. Орудие М-31 успешно прошло заводские испытания в октябре 1948 года, однако работы по «Объекту 261» были прекращены.

## Описание конструкции
«Объект 261» разрабатывался на базе опытного тяжёлого танка ИС-7. Орудие размещалось в бронированной рубке.

### Вооружение
В качестве основного орудия предполагалось использовать дальнобойную пушку-гаубицу М-31. В орудии М-31 использовалось баллистическое решение 152-мм пушки Бр-2. По части узлов и агрегатов орудие было унифицировано с танковой пушкой М-51.

### Двигатель и трансмиссия
В качестве силовой установки должен был использоваться мощный дизельный двигатель М-50Т, созданный на базе корабельного двигателя М-50. Максимальная мощность двигателя составляла 1050 л.с.

### Варианты
За время проведения работ по совершенствованию конструкции танка ИС-7 образца 1947 года, на его базе в ОГК ЛКЗ и филиале Опытного завода №100 в 1947-1948 гг. были проработаны эскизно-технические проекты тяжелых САУ большой мощности типа СУ-152БМ:
- «Объект 261-1»закрытого типа с передним расположением боевого отделения со 152-мм пушкой М-31 с начальной скоростью снаряда 880 м/с (впоследствии получила обозначение «Объект 261»);
- «Объект 261-2» полуоткрытого типа с задним расположением боевого отделения со 152-мм пушкой М-48 с начальной скоростью снаряда 1000 м/с (впоследствии получила обозначение «Объект 262»);
- «Объект 261-3» полуоткрытого типа с задним расположением боевого отделения с 180-мм морской пушкой МУ-1 с начальной скоростью снаряда 920 м/с.